# Geoffrey Blake
Geoffrey Lewis Blake (født 20. august 1962) er en amerikansk skuespiller og komiker.